# Sefirot
Drvo života u kabali sastoji se od deset sefirota.

## Deset sefirota
- Keter – Božja uzvišenost (hebr: keter znači "kruna")
- Hokhmah – Mudrost
- Binah – Razum
- Hesed – Milost
- Gevurah – Pravednost
- Tif’eret – Ljepota
- Nezah – Pobjeda
- Hod – Slava: beskrajno Božje svjetlo
- Yesod – Temelj (hebr jesod znači "temelj")
- Malkut – Kraljevstvo; (Šekina: Božje prisustvo u svijetu)

## Vanjske poveznice
- Diagram of 10 Sephirot and Attributes  Arhivirana inačica izvorne stranice od 6. listopada 2009. (Wayback Machine)
- Sephirotic Systems in the Sepher Yetsira, Bahir and Post-Zohar Kabbalah